# Bernardia albida
Bernardia albida är en törelväxtart som beskrevs av Cyrus Longworth Lundell. Bernardia albida ingår i släktet Bernardia och familjen törelväxter. Inga underarter finns listade i Catalogue of Life.